# Affaire Belilos contre Suisse
L'affaire Belilos contre Suisse est un arrêt de la Cour européenne des droits de l'homme rendu en 1988. Il a un impact important sur l'organisation du système pénal suisse,,. 

## Contexte
Bien que la Suisse ait ratifié la Convention européenne des droits de l’homme en 1974, il subsiste pendant des années des spécificités juridiques nationales contraires au droit européen, malgré quelques semonces.
À partir de l’été 1980, un mouvement de jeunes s’organise à Lausanne pour dénoncer l’évolution d’une société dont ils se sentent exclus. Appelés Lôzane bouge, ils manifestent contre la course au profit, les centrales nucléaires et revendiquent un « espace autogéré ».

## Faits
Au moment des faits en cause, Mme Marlène Belilos, de nationalité suisse, est étudiante à Lausanne. En avril 1981, elle participe à une manifestation organisée sans autorisation par le mouvement Lôzane bouge qui revendiquait alors la mise à disposition d'un centre autonome pour les jeunes de la ville. En mai 1981, la commission de police de la municipalité, siégeant en l'absence de Mme Belilos, lui inflige alors une amende de 200 francs suisses. Elle la conteste en affirmant qu'elle viole l'art. 6 CEDH, car une telle commission n'est pas un tribunal indépendant et impartial. Une fois toutes les voies de droit nationales épuisées, elle saisit alors la Cour européenne des droits de l'homme,. 

## Jugement
La Suisse tente de se soustraire à ses obligations en invoquant sa déclaration interprétative de l'art. 6 CEDH. Or, la Cour considère cette déclaration interprétative comme une réserve illicite de la Suisse à cause de son caractère général (art. 64 CEDH). En effet, l'art. 64 par. 1 CEDH pose des exigences de clarté et de précision, alors que la déclaration de la Suisse peut donner lieu à plusieurs interprétations en raison de ses termes imprécis qui empêchent d'en apprécier la portée et la signification exactes. 
Mme Belilos obtient gain de cause, car la commission de la police vaudoise ne répondait effectivement pas aux exigences de l'art. 6 par. 1 CEDH, notamment en l'absence d'un recours de pleine juridiction contre l'amende administrative prononcée contre Mme Belilos. Un recours en réforme à la Cour de cassation pénale du Tribunal cantonal n'était pas ouvert en raison de la nature des griefs de l'intéressée. Un recours en nullité auprès de cette même Cour aurait été dépourvu de débats oraux et d'administration de preuves, ce qui limite le pouvoir de cognition de l'instance. En outre, un recours de droit public au Tribunal fédéral ne permet qu'un examen limité à l'arbitraire et non un libre pouvoir de réexamen des questions de fait et de droit.
En plus des voies de recours limitées, la composition de la commission de police est remise en cause. En effet, elle est composée d'un seul membre qui est également fonctionnaire supérieur de la direction de police, dont l'image d'impartialité et d'indépendance structurelles est susceptible d'être remise en cause par les justiciables.

## Conséquences
Cet arrêt de la Cour européenne des droits de l'homme a conduit la Suisse à réformer son système judiciaire. 